# 毎日出版文化賞
毎日出版文化賞（まいにちしゅっぱんぶんかしょう）は、毎日新聞社が主催（特別協力大日本印刷株式会社）する、優秀な出版物を対象とした文学・文化賞である。1947年に創設。毎年11月に受賞者が発表され、授賞式が東京で行われる。

## 部門
本賞は以下の4部門。
| 文学・芸術部門 | 小説、随筆、詩歌、文芸学、芸術学を対象とする。 小説は特に純文学に主眼を置くが、稀に大衆文学が選ばれる場合もある。 |
| 人文・社会部門 | 人文科学と社会科学を対象とする。                                                                                  |
| 自然科学部門   | 自然科学を対象とする。                                                                                            |
| 企画部門       | 全集、辞典、事典を対象とする。                                                                                    |

以上の正規の部門とは別に、「特別賞」が併設されている。
この他、毎日書評賞を併合する形で第67回からは書評集を対象とする書評部門が設けられていたが、第70回をもって終了した。

## 受賞作一覧

### 第1回から第10回
- 第1回（1947年）
  - 文学・芸術部門
    - 谷崎潤一郎 『細雪』
    - 宮本百合子 『風知草』、『播州平野』
    - 河上肇 『自叙伝』

  - 人文・社会部門
    - 大塚久雄 『近代欧州経済史序説』
    - 田辺元 『懺悔道としての哲学』
    - 戒能通孝 『入会の研究』
    - 小林太市郎 『大和絵史論』

  - 自然科学部門
    - 久保亮五『ゴム弾性』
    - 戸田盛和『液体理論』
    - 緒方富雄『みんなも科学を』
    - 宮本忍『気胸と成形』

- 第2回（1948年）
  - 文学・芸術部門
    - 竹山道雄『ビルマの竪琴』

  - 人文・社会部門
    - 田中美知太郎『ロゴスとイデア』
    - 大内力『日本資本主義の農業問題』
    - 川島武宜『日本社会の家族的構成』
    - 歴史学研究会『歴史学研究』
    - 上原専禄『歴史的省察の新対象』
    - きだみのる『気違い部落周游紀行』
    - 渡辺一『東山水墨画の研究』
    - 西山卯三『これからのすまい』

- 第3回（1949年）
  - 文学・芸術部門
    - 吉川逸治『中世の美術』

  - 人文・社会部門
    - 西岡虎之助『民衆生活史研究』
    - 遠山茂樹『世界の歴史・日本』
    - 井上清『日本女性史』

  - 自然科学部門
    - 隈部英雄『結核の正しい知識』
    - 玉木英彦『物質その究極構造』
    - 松田道雄『赤ん坊の科学』
    - 高森敏夫『考える子供たち』
    - 古島敏雄『日本農業技術史』

  - 企画部門
    - 波多野精一『波多野精一全集』
    - 中島敦『中島敦全集』

- 第4回（1950年）
  - 文学・芸術部門
    - 菊池一雄『ロダン』

  - 人文・社会部門
    - 南博『社会心理学』
    - 小島祐馬『中国の革命思想』
    - 古島敏雄『山村の構造』
    - 今井誉次郎『農村社会科カリキュラムの実践』
    - 農村文化協会長野県支部『明日への待望』

  - 自然科学部門
    - 湯浅光朝『解説科学文化史年表』
    - 岩波書店編集部『科学の事典』

  - 企画部門
    - 堀辰雄『堀辰雄全集』

- 第5回（1951年）
  - 文学・芸術部門
    - 桑原武夫編『ルソー研究』
    - 日夏耿之介『日本現代詩大系』
    - 田宮虎彦『絵本』
    - 原奎一郎『原敬日記』

  - 人文・社会部門
    - 瀧川幸辰『刑法講話』
    - 末弘厳太郎『日本労働組合運動史』

  - 自然科学部門
    - 八杉龍一『動物の子どもたち』

  - 企画部門
    - 平凡社『世界美術全集』
    - 小山書店『私たちの生活百科事典』
    - 柳田國男『民俗学辞典』

- 第6回（1952年）
  - 文学・芸術部門
    - 野間宏『真空地帯』
    - 岡鹿之助編・撮影藤本四八『日本の彫刻』
    - 長田新『原爆の子〜広島の少年少女のうったえ』

  - 人文・社会部門
    - 堀一郎『民間信仰』
    - 信夫清三郎『大正政治史』
    - 近藤康男『農地改革の諸問題』
    - 日本放送協会『日本の民謡大観東北篇』

  - 自然科学部門
    - 日本生理学会『生理学講座』
    - 安芸皎一『日本の資源問題』
    - 湊正雄『湖の一生』

- 第7回（1953年）
  - 文学・芸術部門
    - 柴田天馬訳（蒲松齢）『聊斎志異』
    - 堀口捨巳『桂離宮』
    - 細井輝彦『虹のいない国』

  - 人文・社会部門
    - 和辻哲郎『日本倫理思想史』
    - 藤田五郎『封建社会の展開過程』
    - 丸山眞男『日本政治思想史研究』
    - 杉本栄一『近代経済学史』

  - 自然科学部門
    - 三輪知雄『生物学大系』

  - 企画部門
    - 井口基成『世界音楽全集ピアノ編』

- 第8回（1954年）
  - 文学・芸術部門
    - 畔柳二美『姉妹』
    - 住井すゑ『夜あけ朝あけ』

  - 人文・社会部門
    - 岩波書店『村の図書室』
    - 西村貞『民家の庭』
    - 波多野勤子『幼児の心理』

  - 自然科学部門
    - 湯浅光朝『自然科学の名著』
    - 日本応用心理学会『心理学講座』
    - 野口弥吉『農業図説大系』

  - 企画部門
    - 中教出版社『学生の理科辞典』
    - 平凡社『世界歴史事典』

- 第9回（1955年）
  - 文学・芸術部門
    - 土門拳『室生寺』
    - 中野重治『むらぎも』
    - 金井喜久子『琉球の民謡』
    - 青野季吉『現代文学論大系』

  - 人文・社会部門
    - 服部之総『明治の政治家たち』
    - 宮沢俊義『わたくしたちの憲法』

  - 自然科学部門
    - 近藤康男『日本の農業』
    - 岩波書店『化学の学校』
    - 成瀬政男『歯車の話』
    - 伊谷純一郎『高崎山のサル』

- 第10回（1956年）
  - 文学・芸術部門
    - 前田千寸『むらさきくさ 日本色彩の文化史的研究』

  - 人文・社会部門
    - 岡義武『国際政治史』
    - 三枝博音『日本の唯物論者』
    - 杉靖三郎『人間の科学』
    - 西野辰吉『秩父困民党』
    - 小西健次郎『学級革命』
    - 勝田守一『お母さんから先生への百の質問』、『続お母さんから先生への百の質問』

  - 自然科学部門
    - 小倉金之助『近代日本の数学』

  - 企画部門
    - 渡辺護『現代演奏家事典』
    - 平凡社『児童百科事典』

### 第11回から第20回
- 第11回（1957年）
  - 文学・芸術部門
    - いぬいとみこ『ながいながいペンギンの話』
    - 宮柊二『宮柊二全歌集』
    - 中村吉右衛門『吉右衛門日記』
    - 谷口吉郎『修学院離宮』

  - 人文・社会部門
    - 霜多正次『沖縄島』
    - 飯塚浩二『世界と日本』
    - 日本近代史研究会『写真図説総合日本史』
    - 蘆原英了『巴里のシャンソン』
    - 柳田國男『綜合日本民俗語彙』

  - 自然科学部門
    - 伏見康治『生命の科学』

  - 企画部門
    - 宮原誠一『教育学事典』

- 第12回（1958年）
  - 文学・芸術部門
    - 神西清訳『チェーホフ戯曲集』
    - 青野季吉『文学五十年』
    - 遠藤周作『海と毒薬』

  - 人文・社会部門
    - 佐藤功『警察』
    - 石光真清『城下の人』『曠野の花』
    - 野上丹治『つづり方兄妹』
    - 蜂屋慶『子どもらが道徳を創る』
    - 大牟羅良『ものいわぬ農民』
    - 木村健康『近代経済学教室』
    - 浜谷浩『裏日本』

  - 企画部門
    - 梅津八三『心理学事典』

- 第13回（1959年）
  - 文学・芸術部門
    - 高見順『昭和文学盛衰史』
    - 山本周五郎『樅ノ木は残った』（辞退）
    - 室生犀星『我が愛する詩人の伝記』
    - 木下順二『ドラマの世界』

  - 人文・社会部門
    - 美濃部亮吉『苦悶するデモクラシー』
    - 沢田允茂『少年少女のための倫理学』
    - 中根千枝『未開の顔・文明の顔』
    - 二川幸夫・伊藤ていじ『日本の民家 山陽路』『日本の民家 高山・白川』
    - 佐藤暁『だれも知らない小さな国』

  - 自然科学部門
    - 菊池誠『トランジスタ』

  - 特別賞
    - 下中弥三郎（編） 『世界大百科事典』(全32巻)

- 第14回（1960年）
  - 文学・芸術部門
    - 荒畑寒村『寒村自伝』
    - 大原富枝『婉という女』

  - 人文・社会部門
    - 芦田均『第二次世界大戦外交史』
    - 宮沢俊義『世界憲法集』
    - 高崎正秀『民俗文学講座』
    - 川添登『民と神の住まい』
    - 田中惣五郎『北一輝 日本的ファシストの象徴』

  - 自然科学部門
    - 佐々学『日本の風土病』
    - 宮地伝三郎『アユの話』

  - 企画部門
    - 坪田譲治『新美南吉童話全集』

  - 特別賞
    - 河出書房新社（編） 『日本歴史大辞典』(全20巻)

- 第15回（1961年）
  - 文学・芸術部門
    - 大岡昇平『花影』
    - 岡本太郎『忘れられた日本』
    - 柳田泉・勝本清一郎編『座談会・明治文学史』
    - 大村喜吉『斎藤秀三郎伝』
    - 福永武彦『ゴーギャンの世界』
    - 寺村輝夫、和田誠『ぼくは王さま』

  - 人文・社会部門
    - 青木恵一郎『日本農民運動史』

  - 自然科学部門
    - 遠山啓『数学入門』

  - 企画部門
    - 岡田要『原色動物大図鑑シリーズ』

  - 特別賞
    - 田中親美、神田喜一郎（監修）『書道全集』(全25巻)
    - 檜山義夫、安田富士郎（編） 『日本水産魚譜』

- 第16回（1962年）
  - 文学・芸術部門
    - 金田一京助『アイヌ童話集』
    - 川端康成『眠れる美女』
    - 喜多村緑郎『喜多村緑郎日記』

  - 人文・社会部門
    - 貝塚茂樹『諸子百家』
    - 花田清輝『鳥獣戯話』
    - 赤座憲久『目のみえぬ子ら』
    - 土屋忠雄『明治前期教育政策史の研究』
    - 水尾比呂志『デザイナー誕生』
    - 泉靖一『インカの祖先たち』
    - 日本建築協会『ふるさとのすまい』

  - 特別賞
    - 奈良本辰也（編集代表） 『図説日本庶民生活史』(全8巻)

- 第17回（1963年）
  - 文学・芸術部門
    - 平野謙『文芸時評』
    - 広津和郎『年月のあしおと』
    - 土方定一『ブリューゲル』
    - 岡潔『春宵十話』

  - 人文・社会部門
    - 三田村泰助『宦官』
    - 桂ユキ子『女ひとり原始部落に入る』
    - 福武直『世界農村の旅』
    - 吉沢章『たのしいおりがみ』

  - 自然科学部門
    - 時実利彦『脳の話』
    - 桑原万寿太郎『動物と太陽とコンパス』

  - 特別賞
    - 小原國芳（監修） 『玉川百科大辞典』(全30巻)

- 第18回（1964年）
  - 文学・芸術部門
    - 岸本英夫『死を見つめる心』
    - 北杜夫『楡家の人びと』
    - 至光社『おはなしのえほん』
    - 上野照夫『インドの美術』
    - 青野季吉『青野季吉日記』

  - 人文・社会部門
    - 添田知道『演歌の明治大正史』
    - 東上高志『同和教育入門』
    - 藤森栄一『銅鐸』

  - 自然科学部門
    - 小川鼎三『医学の歴史』

  - 企画部門
    - 野上素一編『新伊和辞典』

  - 特別賞
    - 『毎日新聞マイクロ版』
    - 林屋辰三郎・他 『光悦』

- 第19回（1965年）
  - 文学・芸術部門
    - 望月信成・佐和隆研・梅原猛『仏像 心とかたち』
    - 梅崎春生『幻化』
    - 本多秋五『物語戦後文学史』
    - 依田義賢『溝口健二の人と芸術』
    - 小林行雄編・撮影・藤本四八『装飾古墳』

  - 人文・社会部門
    - 永井道雄『日本の大学』
    - 牧野純夫『ドルの歴史』
    - 松田権六『うるしの話』
    - 中根実宝子『疎開学童の日記』

  - 自然科学部門
    - 畑中武夫『宇宙空間への道』

  - 特別賞
    - 安松京三・他（編） 『原色昆虫大図鑑』(全3巻)

- 第20回（1966年）
  - 文学・芸術部門
    - 木下順二『無限軌道』
    - 木戸幸一『木戸幸一日記』

  - 人文・社会部門
    - 児島襄『太平洋戦争』
    - 中国新聞社『証言は消えない・広島の記録1』、『炎の日から20年・広島の記録2』、『広島の記録・年表・資料編』
    - 上笙一郎・山崎朋子『日本の幼稚園』
    - 歴史学研究会『日本史年表』
    - 木村重信『カラハリ砂漠』

  - 自然科学部門
    - 藤井隆『生物学序説』

  - 企画部門
    - 監修者: 黒田長礼, 林寿郎, 八杉竜一、執筆：浦本昌紀,小原秀雄,小森厚共著『現代の記録・動物の世界』

  - 特別賞
    - 家永三郎・他（編） 『日本文化史』(全8巻)
    - 横山隆一 『勇気　横山隆一漫画集』

### 第21回から第30回
- 第21回（1967年）
  - 文学・芸術部門
    - 安岡章太郎『幕が下りてから』
    - 中野好夫『シェイクスピアの面白さ』

  - 人文・社会部門
    - 神川信彦『グラッドストン』
    - 石田英一郎『マヤ文明』

  - 自然科学部門
    - 江上不二夫『生命を探る』
    - 片山泰久『量子力学の世界』

  - 企画部門
    - 藤沢衛彦『おとぎばなし』
    - 戸坂潤『戸坂潤全集』
    - 杉原荘介『日本の考古学』

  - 特別賞
    - 天理大学朝鮮学科研究室（編） 『現代朝鮮語辞典』
    - 井上光貞・他 『日本の歴史』(全26巻)
    - 文化財保護委員会（監修）、「国宝」委員会（編） 『国宝』(全6巻)

- 第22回（1968年）
  - 文学・芸術部門
    - 富士正晴『桂春団治』
    - 開高健『輝ける闇』

  - 人文・社会部門
    - 内田義彦『日本資本主義の思想像』
    - 上山春平『明治維新の分析視点』
    - 江上波夫『騎馬民族国家』
    - 本多勝一『戦場の村 ベトナム 戦争と民衆』

  - 自然科学部門
    - 今堀和友『生命と分子』
    - 尾川宏『紙のフォルム』

  - 企画部門
    - 村松喬『教育の森』

  - 特別賞
    - 新世紀辞典編集部（編） 『学研新世紀大辞典』

- 第23回（1969年）
  - 文学・芸術部門
    - 宇野重吉『新劇・愉し哀し』
    - もろさわようこ『信濃のおんな』
    - 杉山二郎『大仏建立』
    - 坪田譲治編『びわの実学校名作選』

  - 人文・社会部門
    - 中野光『大正自由教育の研究』
    - 三上次男『陶磁の道』
    - 矢内原伊作『ジャコメッティとともに』
    - 岩波書店編集部『近代日本綜合年表』

  - 自然科学部門
    - 海域工学研究会・合田周平編『海洋工学入門』

  - 企画部門
    - 長谷川四郎『長谷川四郎作品集』

  - 特別賞
    - 大河内一男・他（監修） 『教育学全集』(全15巻)
    - 久米又三・他（編） 『原色現代科学大事典』(全10巻)

- 第24回（1970年）
  - 文学・芸術部門
    - 寺田透『芸術の理路 法楽帳1968』
    - 塩野七生『チェーザレ・ボルジアあるいは優雅なる冷酷』

  - 人文・社会部門
    - 上田正昭『日本神話』
    - 竹内好『中国を知るために』
    - 北小路健『木曽路・文献の旅』
    - 北日本新聞地方自治取材班『よみがえれ地方自治』
    - 宮澤俊義『天皇機関説事件』

  - 自然科学部門
    - 宮脇昭『植物と人間 生物社会のバランス』
    - なだいなだ『お医者さん』
    - 高田誠二『単位の進化』

  - 特別賞
    - 松永伍一 『日本農民詩史』(全3巻5冊)

- 第25回（1971年）
  - 文学・芸術部門
    - 陳舜臣『実録アヘン戦争』
    - 堀田善衛『方丈記私記』
    - 峠三吉『にんげんをかえせ・峠三吉全詩集』
    - 儀間比呂志『ふなひき太良』

  - 人文・社会部門
    - 松下圭一『シビル・ミニマムの思想』
    - 暮しの手帖編集部『からだの読本』

  - 自然科学部門
    - 曽田範宗『摩擦の話』

  - 企画部門
    - 鈴木信太郎ほか編『スタンダード和仏辞典』
    - 斎藤喜博『斎藤喜博全集』

  - 特別賞
    - 社会科学大事典編集委員会（編） 『社会科学大事典』(全20巻)
    - 我妻栄・他（編） 『日本政治裁判史録』(全5巻)
    - 岩生成一・他（監修） 『大航海時代叢書』(全11巻・別巻1)

- 第26回（1972年）
  - 文学・芸術部門
    - 杉浦明平『小説渡辺崋山』
    - 庄野潤三『明夫と良二』
    - 服部正也『ルワンダ中央銀行総裁日記』
    - 柳宗玄『ロマネスク美術』
    - 島尾敏雄『硝子障子のシルエット』

  - 人文・社会部門
    - 福島鋳郎『戦後雑誌発掘』
    - 梅原猛『隠された十字架　法隆寺論』
    - 野村尚吾『伝記谷崎潤一郎』
    - 兼子仁『国民の教育権』

  - 自然科学部門
    - 野島徳吉『ワクチン』

  - 特別賞
    - 林達夫 『林達夫著作集』(全6巻)
    - 細谷千博、斎藤眞、今井清一、蝋山道雄（編） 『日米関係史』(全4巻)

- 第27回（1973年）
  - 文学・芸術部門
    - 阿部昭『千年』
    - きたむらえり『こぐまのたろ』

  - 人文・社会部門
    - 西川幸治『都市の思想』
    - 三田博雄『山の思想史』
    - 草森紳一『江戸のデザイン』
    - 中井信彦『歴史学的方法の基準』
    - 村松貞次郎『大工道具の歴史』

  - 自然科学部門
    - 辻哲夫『日本の科学思想』

  - 企画部門
    - 宇井純『公開自主講座・公害原論』

  - 特別賞 
    - 谷川健一（編集委員代表） 『日本庶民生活史料集成』(全20巻)
    - 小田切進（編著） 『現代日本文芸総覧』(全4巻)
    - 波多野誼余夫、稲垣佳世子『知的好奇心』

- 第28回（1974年）
  - 文学・芸術部門
    - 城山三郎『落日燃ゆ』
    - 中村真一郎『この百年の小説』
    - 森蘊『庭ひとすじ』

  - 人文・社会部門
    - 袖井林二郎『マッカーサーの二千日』
    - 宇沢弘文『自動車の社会的費用』
    - 藤岡喜愛『イメージと人間』

  - 自然科学部門
    - 岩田久仁雄『ハチの生活』
    - 吉川庄一『核融合への挑戦』

  - 企画部門
    - 大佛次郎『天皇の世紀』

  - 特別賞 
    - 三枝博音『三枝博音著作集』(全12巻)
    - 丸安隆和、土屋清、中島巌、渡辺貫太郎『日本の衛星写真――人工衛星データの解析』
    - 勝田守一『勝田守一著作集』(全7巻)

- 第29回（1975年）
  - 文学・芸術部門
    - 藤村信『プラハの春モスクワの冬』
    - 小松真一『虜人日記』

  - 人文・社会部門
    - 山崎正和『病みあがりのアメリカ』
    - 色川大吉『ある昭和史』
    - 山室静『アンデルセンの生涯』
    - 伊藤雅子『子どもからの自立』
    - 長谷川尭『都市廻廊あるいは建築の中世主義』

  - 自然科学部門
    - 千葉喜彦『生物時計の話』

  - 企画部門
    - 小泉明『小学館の学習百科図鑑』

  - 特別賞
    - 中村元『仏教語大辞典』
    - 日本作文の会（編）『子ども日本風土記』(全47巻)
    - 信多純一、斎藤清二郎（編著）『のろまそろま狂言集成――道化人形とその系譜』

- 第30回（1976年）
  - 文学・芸術部門
    - 田久保英夫『髪の環』
    - 田辺昭雄『真山青果』

  - 人文・社会部門
    - 堀米庸三編『西欧精神の探求』
    - 冨田博之『日本児童演劇史』
    - 子安美知子『ミュンヘンの小学生』
    - 林竹二『田中正造の生涯』
    - 坂本義和『平和その現実と認識』

  - 自然科学部門
    - 高木貞敬『記憶のメカニズム』
    - 日高敏隆『チョウはなぜ飛ぶか』

  - 特別賞
    - 岸本英夫『岸本英夫集』(全6巻)
    - フランク・B・ギブニー（編） 『ブリタニカ国際大百科事典』(全28巻)
    - 日本大辞典刊行会（編）『日本国語大辞典』（全20巻）

### 第31回から第40回
- 第31回（1977年）
  - 文学・芸術部門
    - 中上健次『枯木灘』
    - 山田智彦『水中庭園』

  - 人文・社会部門
    - 村上信彦『高群逸枝と柳田國男』
    - 田岡良一『大津事件の再評価』
    - 篠原一『市民参加』
    - 三戸公『公と私』
    - 岩田慶治『民族探検の旅』
    - 稲垣忠彦『アメリカ教育通信』

  - 自然科学部門
    - 森下郁子『川の健康診断』

  - 特別賞
    - 宮崎龍介、小野川秀美（編）『宮崎滔天全集』(全5巻)
    - 内川芳美・他（編）『現代史資料』(全45巻)
    - 鳥越信（編）『日本児童文学史年表』(全2巻)

- 第32回（1978年）
  - 文学・芸術部門
    - 田中千禾夫『劇的文体論序説』
    - 土橋寛『万葉開眼』

  - 人文・社会部門
    - 田中了『ゲンダーヌ ある北方少数民族のドラマ』
    - 養護施設協議会『作文集泣くものか』
    - 武田清子『天皇観の相剋 1945年前後』
    - 渓内謙『現代社会主義の省察』
    - 新川明『新南島風土記』

  - 自然科学部門
    - 横瀬浜三『化学症』

  - 企画部門
    - 多田道太郎ほか編『クラウン仏和辞典』

  - 特別賞
    - 太平出版社（編） 『シリーズ・戦争の証言』(全20巻)
    - 梅根悟・他、世界教育史研究会（編）『世界教育史大系』(全40巻)
    - 小田切秀雄・他（編）『小熊秀雄全集』(全5巻)

- 第33回（1979年）
  - 文学・芸術部門
    - 田岡典夫『小説野中兼山』

  - 人文・社会部門
    - 松岡英夫『大久保一翁』
    - 富岡儀八『日本の塩道 その歴史地理学的研究』
    - 鶴見和子『南方熊楠』
    - 渡辺京二『北一輝』
    - 芦原義信『街並みの美学』

  - 自然科学部門
    - 佐原雄二『さかなの食事』

  - 企画部門
    - エコノミスト編集部『戦後産業史への証言』

  - 特別賞 
    - 正木ひろし『近きより』(全5巻)
    - 伊藤清三『日本の漆』
    - 有馬澄雄（編）『水俣病――20年の研究と今日の課題』
    - 日本医史学会（編）『図録日本医事文化史料集成』(全5巻)

- 第34回（1980年）
  - 文学・芸術部門
    - 河竹登志夫『作者の家　黙阿弥以後の人びと』
    - 小池滋『英国鉄道物語』
    - 中川李枝子『子犬のロクがやってきた』

  - 人文・社会部門
    - 小木新造『東亰時代』
    - 山本市朗『北京三十五年 上下』

  - 自然科学部門
    - 早川一光『わらじ医者京日記』

  - 企画部門
    - 吉田拡ほか『源氏物語の英訳の研究』

  - 特別賞 
    - 田中正造全集編纂会（編）『田中正造全集』(全19巻・別巻)
    - 半澤敏郎 『童遊文化史――考現に基づく考証的研究』(全4巻・別巻1)
    - 信濃教育会（編） 『一茶全集』(全8巻・別巻)
    - 京都府医師会.、医学史編纂室（編）『京都の医学史』(全2巻)

- 第35回（1981年）
  - 文学・芸術部門
    - 滑川道夫『桃太郎像の変容』

  - 人文・社会部門
    - 日高六郎『戦後思想を考える』
    - 野々山真輝帆『スペイン内戦』
    - 井上千津子『ヘルパー奮戦の記』

  - 自然科学部門
    - 西村三郎『地球の海と生命 海洋生物地理学序説』

  - 特別賞
    - 田辺昭三『須恵器大成』
    - 丸岡秀子・他『日本婦人問題資料集成』(全10巻)
    - フロイス（著）、松田毅一、川崎桃太（訳）『日本史』(全12巻)

- 第36回（1982年）
  - 文学・芸術部門
    - 長田弘『私の二十世紀書店』

  - 人文・社会部門
    - 井筒俊彦『イスラーム文化その根底にあるもの』
    - 真壁仁『みちのく山河行』

  - 自然科学部門
    - 岡本途也編『難聴それを克服するために』

  - 企画部門
    - 木村修一・足立己幸編『食塩』

  - 特別賞
    - 岡崎文彬『造園の歴史』(全3巻)
    - 中本正智『図説　琉球語辞典』
    - 瀬田貞二『落穂ひろい――日本の子どもの文化をめぐる人びと』(上)(下)
    - 岡本茂男（写真）、村田治郎、関野克、宇土條治（監修）『桂離宮』

- 第37回（1983年）
  - 文学・芸術部門
    - 寺内大吉『念佛ひじり三国志 全5巻』
    - 金田一春彦『十五夜お月さん-本居長世 人と作品』

  - 人文・社会部門
    - 藤森照信『明治の東京計画』

  - 自然科学部門
    - 山本高治郎『母乳』

  - 企画部門
    - 井上成美伝記刊行会編『井上成美』

  - 特別賞 
    - 日本化石集編集委員松丸国照・他（編）『日本化石集』(全58集・別集1)
    - 現代彫刻懇談会（編）『世界の広場と彫刻』
    - 沖縄大百科事典刊行事務局（編）『沖縄大百科事典』(全3巻・別巻1)
    - 臼井吉見・他（編）『明治文学全集』(全99巻)

- 第38回（1984年）
  - 文学・芸術部門
    - 阪田寛夫『わが小林一三 清く正しく美しく』

  - 人文・社会部門
    - 石川栄吉『南太平洋物語』
    - 細谷千博『サンフランシスコ講和への道』

  - 自然科学部門
    - 水野祥太郎『ヒトの足』

  - 企画部門
    - 上村希美雄『宮崎兄弟伝 日本篇』

  - 特別賞
    - 日本児童文学者協会（編）『県別ふるさとの民話』(全47巻・別巻1)
    - 戦後日本教育史料集成編集委員会（編）『戦後日本教育史料集成』(全12巻・別巻1)
    - 白川静『字統』

- 第39回（1985年）
  - 文学・芸術部門
    - 吉村典子『お産と出会う』

  - 人文・社会部門
    - 上田篤『流民の都市とすまい』
    - 山室信一『法制官僚の時代 国家の設計と知の歴程』

  - 自然科学部門
    - 和秀雄『ゴンはオスでノンはメス』

  - 企画部門
    - 石井威望ほか編『ヒューマンサイエンス 全5巻』

  - 特別賞 
    - 鈴木竹雄、田中二郎、兼子一、石井照久（編）『法律学全集』(全60巻)
    - 熊野正平（編）『熊野　中國語大辞典』新装版
    - 前田真三 『奥三河―前田真三写真集』
    - 鈴木重三、木村八重子、中野三敏、肥田皓三（編） 『近世子どもの絵本集』(江戸篇)(上方篇)

- 第40回（1986年）
  - 文学・芸術部門
    - 天野忠『続天野忠詩集』

  - 人文・社会部門
    - 宮崎義一『世界経済をどう見るか』
    - 金時鐘『「在日」のはざまで』

  - 自然科学部門
    - 粟津キヨ『光に向って咲け』

  - 企画部門
    - 蜂谷緑『ミズハショウの花いつまでも』

  - 特別賞 
    - 谷川健一・他六人（編） 『日本民俗文化大系』(全14巻)
    - 八杉龍一・他五人（監修） 『現代生物学大系』(全14巻・別巻)
    - 並河萬里（写真） 『イスファハン』
    - 枝松茂之・他（編） 『明治ニュース事典』(全8巻・索引)

### 第41回から第50回
- 第41回（1987年）
  - 文学・芸術部門 
    - 杉森久英『近衛文麿』河出書房新社

  - 人文・社会部門 
    - 立花隆『脳死』中央公論社

  - 自然科学部門 
    - 中尾佐助『花と木の文化史』岩波書店〈岩波新書〉

  - 企画部門 
    - 武田正倫著・金尾恵子画『干潟のカニ・シオマネキ：大きなはさみのなぞ』文研出版
    - 毛利子来『ひとりひとりのお産と育児の本』平凡社

  - 特別賞
    - 安藤昌益研究会編『安藤昌益全集』（全21巻・別巻1）農山漁村文化協会
    - 高木健夫編『新聞小説史年表』国書刊行会
    - 飯島春敬全集刊行会編『飯島春敬全集』（全10巻・別巻2）書芸文化新社
    - 小原秀雄・浦本昌紀・内田至編著『世界の天然記念物：国際保護動物』（全9巻）講談社

- 第42回（1988年）
  - 文学・芸術部門 
    - 小田切秀雄『私の見た昭和の思想と文学の五十年』（上・下）集英社

  - 人文・社会部門 
    - 山口瑞鳳『チベット』（上・下）東京大学出版会〈東洋叢書〉
    - 横井清『的と胞衣：中世人の生と死』平凡社
    - 高柳先男『ヨーロッパの精神と現実』勁草書房

  - 自然科学部門 
    - 石弘之『地球環境報告』岩波新書

  - 特別賞
    - 塚本洋太郎監修『原色茶花大事典』淡交社
    - 島田修二郎・入矢義高監修『禅林画賛：中世水墨画を読む』毎日新聞社
    - 日本児童文学学会編『児童文学事典』東京書籍

- 第43回（1989年）
  - 人文・社会部門 
    - 犬養道子『国境線上で考える』岩波書店

  - 自然科学部門 
    - 米本昌平『遺伝管理社会：ナチスと近未来』弘文堂〈叢書死の文化〉

  - 企画部門 
    - 網野善彦・大西廣・佐竹昭広編『瓜と龍蛇』（いまは昔 むかしは今・第1巻）福音館書店

  - 特別賞
    - 『新潮日本古典集成』（全82巻）新潮社
    - 井上幸治・色川大吉・山田昭次編『秩父事件史料集成』（全6巻）二玄社
    - 黒川洋一・入谷仙介・山本和義・横山弘・深澤一幸編『中国文学歳時記』（全7巻） 同朋舎出版

- 第44回（1990年）
  - 文学・芸術部門 
    - 赤井達郎『京都の美術史』思文閣出版

  - 人文・社会部門 
    - 山内昌之『瀕死のリヴァイアサン：ペレストロイカと民族問題』TBSブリタニカ
    - 石田雄『日本の政治と言葉』（上巻：「自由」と「福祉」、下巻：「平和」と「国家」）東京大学出版会

  - 特別賞
    - 塚本洋太郎監修『園芸植物大事典』（全6巻）小学館
    - 荒木博之・野村純一・福田晃・宮田登・渡辺昭五編『日本伝説大系』（全17巻）みずうみ書房
    - 岡本達明・松崎次夫編『聞書 水俣民衆史』(全5巻）草風館

- 第45回（1991年）
  - 文学・芸術部門 
    - 中村傳三郎『明治の彫塑：「像ヲ作ル術」以後』文彩社

  - 人文・社会部門 
    - 鎌田慧『六ヶ所村の記録』（上・下）岩波書店

  - 企画部門 
    - 一色八郎『箸の文化史：世界の箸・日本の箸』御茶の水書房

  - 特別賞
    - 西沢爽『日本近代歌謡史』（全3巻）桜楓社
    - 義太夫年表近世篇刊行会編『義太夫年表〈近世篇〉』（全5巻・別巻1）八木書店
    - 竹内理三他編『角川日本地名大辞典』（全47巻・別巻2）角川書店

- 第46回（1992年）
  - 文学・芸術部門 
    - 桶谷秀昭『昭和精神史』文藝春秋

  - 人文・社会部門 
    - 川田順造『口頭伝承論』河出書房新社

  - 自然科学部門 
    - 河合雅雄『人間の由来』（上・下）小学館

  - 特別賞
    - 布目順郎『目で見る繊維の考古学：繊維遺物資料集成』染織と生活社
    - 網野善彦・小沢昭一・服部幸雄・宮田登・大隅和雄・山路興造編『大系日本歴史と芸能：音と映像と文字による』（全14巻）平凡社　※付属資料としてビデオテープ（日本ビクター製作）あり。
    - 矢野暢（編集代表）『講座東南アジア学』（全10巻・別巻1）弘文堂
    - 亀井孝・河野六郎・千野栄一（編）『言語学大辞典：世界言語編』（全4巻）三省堂

- 第47回（1993年）
  - 人文・社会部門 
    - 青柳正規『皇帝たちの都ローマ：都市に刻まれた権力者像』中央公論社〈中公新書〉

  - 自然科学部門 
    - 中村桂子『自己創出する生命：普遍と個の物語』哲学書房

  - 企画部門 
    - 有岡利幸『松と日本人』人文書院

  - 特別賞
    - 藪内久『シャンソンのアーティストたち』松本工房
    - 土呂久を記録する会（編）『記録・土呂久』本多企画
    - 浅野建二・平井康三郎・（一部、後藤捷一）監修『日本わらべ歌全集』（全27巻）柳原書店
    - 天理大学・天理教道友社共編『ひとものこころ』（全15巻） 天理教道友社

- 第48回（1994年）
  - 文学・芸術部門 
    - 阿川弘之『志賀直哉』（上・下）岩波書店

  - 人文・社会部門 
    - 森田勝昭『鯨と捕鯨の文化史』名古屋大学出版会

  - 自然科学部門 
    - 今森光彦『今森光彦 世界昆虫記』福音館書店〈福音館のかがくのほん〉

  - 企画部門（奨励賞）
    - 白幡洋三郎『プラントハンター：ヨーロッパの植物熱と日本』講談社〈選書メチエ〉

  - 特別賞
    - 熊谷元一『熊谷元一写真全集』（全4巻）郷土出版社
    - 平山輝男編・著『現代日本語方言大辞典』（全8巻・補巻）明治書院
    - 辻達也・朝尾直弘編『日本の近世』（全18巻）中央公論社

- 第49回（1995年）
  - 文学・芸術部門 
    - 佐藤忠男『日本映画史』（全4巻）岩波書店

  - 人文・社会部門 
    - 福田眞人『結核の文化史：近代日本における病のイメージ』名古屋大学出版会

  - 自然科学部門 
    - 石井謙治『和船』（全2巻）法政大学出版局〈ものと人間の文化史〉

  - 特別賞
    - 村井吉敬代表編集『アジアを考える本：近くて遠い国』（全7巻）岩崎書店
    - 国立劇場近代歌舞伎年表編纂室編『近代歌舞伎年表：大阪篇』（全9巻）八木書店
    - 中山茂・後藤邦夫・吉岡斉責任編集『「通史」日本の科学技術』（全5巻・別巻）学陽書房

- 第50回（1996年）
  - 文学・芸術部門 
    - 秋山駿『信長』新潮社

  - 人文・社会部門 
    - 中井久夫『家族の深淵』みすず書房

  - 自然科学部門 
    - オリバー・サックス『手話の世界へ』（佐野正信訳）晶文社

  - 企画部門 
    - 水俣病研究会編『水俣病事件資料集：1926-1968』（全二巻）葦書房

  - 特別賞
    - 石原慎太郎『弟』幻冬舎

### 第51回から第60回
- 第51回（1997年）
  - 人文・社会部門
    - 立松和平『毒：風聞・田中正造』東京書籍
    - 中西輝政『大英帝国衰亡史』PHP研究所

  - 自然科学部門
    - 新妻昭夫『種の起原をもとめて：ウォーレスのマレー諸島の探検』朝日新聞社

  - 企画部門
    - 田主丸町誌編集委員会編『田主丸町誌』（全3巻）福岡県田主丸町

- 第52回（1998年）
  - 文学・芸術部門
    - 高村薫『レディ・ジョーカー』（上下巻）毎日新聞社
    - 門玲子『江戸女流文学の発見：光ある身こそくるしき思ひなれ』藤原書店

  - 自然科学部門
    - 岩田誠『見る脳・描く脳：絵画のニューロサイエンス』東京大学出版会

  - 企画部門
    - 萱野茂録音・編集・著『萱野茂のアイヌ神話集成』（全10巻）ビクターエンタテインメント

- 第53回（1999年）
  - 文学・芸術部門
    - 佐々田英則・村川英訳『エリア・カザン自伝』（上下巻）朝日新聞社

  - 人文・社会部門
    - 大林太良『銀河の道 虹の架け橋』小学館

  - 自然科学部門
    - 内田亨・山田真弓ほか監修『動物系統分類学』（全10巻）中山書店

  - 企画部門
    - 和田肇企画『日本の名随筆』（全200巻）作品社

  - 特別賞
    - 赤瀬川原平『老人力』筑摩書房

- 第54回（2000年）
  - 文学・芸術部門
    - 池澤夏樹『花を運ぶ妹』文藝春秋

  - 人文・社会部門
    - 森博達『日本書紀の謎を解く：述作者は誰か』中公新書

  - 企画部門
    - ゲーテ（池内紀訳）『ファウスト』（全2巻）集英社
    - 谷本一之『アイヌ絵を聴く：変容の民族音楽誌』北海道大学図書刊行会

- 第55回（2001年）
  - 文学・芸術部門
    - 富岡多恵子『釋迢空ノート』岩波書店

  - 人文・社会部門
    - 原武史『大正天皇』朝日新聞社〈朝日選書〉

  - 自然科学部門
    - 西村肇・岡本達明『水俣病の科学』日本評論社

  - 企画部門
    - 江戸遺跡研究会編『図説 江戸考古学研究事典』柏書房

  - 特別賞
    - 宮部みゆき『模倣犯』（上下巻）小学館

- 第56回（2002年）
  - 文学・芸術部門
    - 石川九楊『日本書史』名古屋大学出版会[1]

  - 人文・社会部門
    - ドナルド・キーン（角地幸男訳）『明治天皇』（上下巻）新潮社

  - 自然科学部門
    - 酒井邦嘉『言語の脳科学：脳はどのようにことばを生みだすか』中公新書

  - 企画部門
    - 大塚和夫・小杉泰・小松久男ほか編『岩波イスラーム辞典』岩波書店

  - 特別賞
    - 斎藤孝『声に出して読みたい日本語』草思社

- 第57回（2003年）
  - 文学・芸術部門
    - 川本三郎『林芙美子の昭和』新書館

  - 人文・社会部門
    - 小熊英二『〈民主〉と〈愛国〉：戦後日本のナショナリズムと公共性』新曜社
    - 網野善彦・石井進編『日本の中世』（全12巻）中央公論新社

  - 自然科学部門
    - 山本義隆『磁力と重力の発見』（全3巻）みすず書房

  - 特別賞
    - 養老孟司『バカの壁』新潮新書

- 第58回（2004年）
  - 文学・芸術部門
    - 阿部和重『シンセミア』（上下巻）朝日新聞社

  - 人文・社会部門
    - 奥野正男『神々の汚れた手：旧石器捏造・誰も書かなかった真相 - 文化庁・歴博関係学者の責任を告発する』梓書院

  - 自然科学部門
    - ガブリエル・ウォーカー『スノーボール・アース：生命大進化をもたらした全地球凍結』（川上紳一監修・渡会圭子訳）早川書房

  - 企画部門
    - 講談社文芸文庫出版部『講談社文芸文庫』同出版部の一連の出版企画

- 第59回（2005年）
  - 文学・芸術部門
    - 村上龍『半島を出よ』（上下巻）幻冬舎

  - 人文・社会部門
    - 松本健一『若き北一輝』（評伝北一輝・第1巻）岩波書店
    - 佐藤優『国家の罠：外務省のラスプーチンと呼ばれて』新潮社

  - 自然科学部門
    - 中西準子『環境リスク学：不安の海の羅針盤』日本評論社
    - 形の科学会編『形の科学百科事典』朝倉書店

- 第60回（2006年）
  - 文学・芸術部門
    - ポール・クローデル（渡辺守章訳）『繻子の靴』（上下巻）岩波文庫

  - 人文・社会部門
    - 中田整一 『満州国皇帝の秘録：ラストエンペラーと「厳秘会見録」の謎』幻戯書房

  - 自然科学部門
    - 高橋憲一 『ガリレオの迷宮：自然は数学の言語で書かれているか？』共立出版

  - 企画部門
    - 益田勝実『益田勝実の仕事』（全5巻）筑摩書房〈ちくま学芸文庫〉　※鈴木日出男・天野紀代子編

  - 特別賞
    - 半藤一利『昭和史：1926 - 1945』『昭和史　戦後編：1945 - 1989』平凡社

### 第61回から第70回
- 第61回（2007年）
  - 文学・芸術部門
    - 吉田修一 『悪人』朝日新聞社

  - 人文・社会部門
    - 大澤真幸 『ナショナリズムの由来』講談社

  - 自然科学部門
    - 松井孝典 『地球システムの崩壊』新潮社〈新潮選書〉

  - 企画部門
    - 鶴見祐輔 『正伝 後藤新平：決定版』一海知義校訂（全8巻・別巻1）藤原書店

  - 特別賞
    - ドストエフスキー（亀山郁夫訳）『カラマーゾフの兄弟』（全5巻）光文社古典新訳文庫

- 第62回（2008年）
  - 文学・芸術部門
    - 橋本治 『双調 平家物語』（全15巻）中央公論新社

  - 人文・社会部門
    - 東野治之『遣唐使』岩波書店〈岩波新書〉

  - 自然科学部門
    - 福嶌義宏『黄河断流：中国巨大河川をめぐる水と環境問題』昭和堂

  - 企画部門
    - 植木雅俊訳『法華経：梵漢和対照・現代語訳』（全2巻）岩波書店

  - 特別賞
    - 「哲学の歴史」編集委員会編（編集委員：内山勝利・小林道夫・中川純男・松永澄夫） 
『哲学の歴史』（全12巻・別巻1、中央公論新社）

- 第63回（2009年）
  - 文学・芸術部門
    - 村上春樹 『1Q84』（全2巻＋後に第3巻）新潮社

  - 人文・社会部門
    - 田中純 『政治の美学：権力と表象』東京大学出版会

  - 自然科学部門
    - 藤井直敬『つながる脳』NTT出版

  - 企画部門
    - 潁原退蔵著・尾形仂編『江戸時代語辞典』KADOKAWA

  - 特別賞
    - 山崎豊子『運命の人』（全4巻）文藝春秋

- 第64回（2010年）
  - 文学・芸術部門
    - 浅田次郎『終わらざる夏』（全2巻）集英社

  - 人文・社会部門
    - 曽根英二『限界集落：吾（わ）の村なれば』日本経済新聞出版社

  - 自然科学部門
    - 木村敏『精神医学から臨床哲学へ』ミネルヴァ書房〈シリーズ「自伝」〉

  - 企画部門
    - 池澤夏樹『個人編集 世界文学全集（第1・2期）』河出書房新社

  - 特別賞
    - 五木寛之『親鸞』（全2巻）講談社　※後に続編含め全6巻で完結

- 第65回（2011年）
  - 文学・芸術部門
    - 山城むつみ『ドストエフスキー』講談社

  - 人文・社会部門
    - 開沼博『「フクシマ」論：原子力ムラはなぜ生まれたのか』青土社

  - 自然科学部門
    - 松沢哲郎『想像するちから：チンパンジーが教えてくれた人間の心』岩波書店

  - 企画部門
    - 戸沢充則監修『シリーズ「遺跡を学ぶ」』新泉社

  - 特別賞
    - 北方謙三『楊令伝』（全15巻完結）集英社

- 第66回（2012年）
  - 文学・芸術部門
    - 赤坂真理 『東京プリズン』河出書房新社

  - 人文・社会部門
    - 服部英雄 『河原ノ者・非人・秀吉』山川出版社

  - 自然科学部門
    - 三橋淳 『昆虫食文化事典』八坂書房

  - 企画部門
    - 見田宗介 『定本　見田宗介著作集』（全10巻完結）岩波書店

  - 特別賞
    - 加賀乙彦 『雲の都』（全5巻完結）新潮社

- 第67回（2013年）
  - 文学・芸術部門
    - 天童荒太『歓喜の仔』（上下巻）幻冬舎

  - 人文・社会部門
    - 中島琢磨『沖縄返還と日米安保体制』有斐閣

  - 自然科学部門
    - 岩波書店自然科学書編集部『岩波科学ライブラリー』岩波書店

  - 企画部門
    - 稲垣良典ほか訳『トマス・アクィナス　神学大全』（全45巻完結）創文社

  - 特別賞
    - 林望『謹訳 源氏物語』（全10巻完結）祥伝社　

  - 書評賞
    - 辻原登『新版 熱い読書冷たい読書』筑摩書房〈ちくま文庫〉

- 第68回（2014年）
  - 文学・芸術部門
    - 重松清 『ゼツメツ少年』新潮社

  - 人文・社会部門
    - 秦郁彦 『明と暗のノモンハン戦史』PHP研究所

  - 自然科学部門
    - 渡辺佑基 『ペンギンが教えてくれた物理のはなし』河出書房新社〈河出ブックス〉

  - 企画部門
    - 末木文美士ほか編『仏教の事典』朝倉書店

  - 特別賞
    - 佐藤賢一『小説フランス革命』（全12巻）集英社　

  - 書評賞
    - 立花隆『読書脳：ぼくの深読み300冊の記録』文藝春秋

- 第69回（2015年）
  - 文学・芸術部門
    - 黒川創 『京都』新潮社

  - 人文・社会部門
    - 樺山紘一 『歴史の歴史』千倉書房

  - 自然科学部門
    - 渡辺淳司 『情報を生み出す触覚の知性：情報社会をいきるための感覚のリテラシー』化学同人〈DOJIN選書〉

  - 企画部門
    - 日置英剛編『新 國史大年表』（全10巻11冊）国書刊行会

  - 特別賞
    - 池内恵 『イスラーム国の衝撃』文藝春秋〈文春新書〉

  - 書評賞
    - 角幡唯介 『探検家の日々本本』幻冬舎

- 第70回（2016年）
  - 文学・芸術部門
    - 島田雅彦 『虚人の星』講談社

  - 人文・社会部門
    - 塩出浩之 『越境者の政治史：アジア太平洋における日本人の移民と植民』名古屋大学出版会

  - 自然科学部門
    - 佐藤恵子 『ヘッケルと進化の夢（ファンタジー）：一元論、エコロジー、系統樹』工作舎

  - 企画部門
    - 五味文彦・本郷和人・西田友広・遠藤珠紀・杉山巖編『現代語訳　吾妻鏡』（全17冊）吉川弘文館

  - 特別賞
    - 受賞作なし 　

  - 書評賞
    - 荒川洋治 『過去をもつ人』みすず書房

### 第71回から第80回
- 第71回（2017年）
  - 文学・芸術部門
    - 古処誠二 『いくさの底』KADOKAWA

  - 人文・社会部門
    - 東浩紀編著『ゲンロン0：観光客の哲学』ゲンロン

  - 自然科学部門
    - 千葉聡『歌うカタツムリ：進化とらせんの物語』岩波書店〈岩波科学ライブラリー〉

  - 企画部門
    - 田川建三『新約聖書　訳と註』（全7巻・8冊）作品社

  - 特別賞
    - 前野ウルド浩太郎『バッタを倒しにアフリカへ』光文社〈光文社新書〉
- 第72回（2018年）
  - 文学・芸術部門
    - 奥泉光 『雪の階』中央公論新社

  - 人文・社会部門
    - 佐藤卓己 『ファシスト的公共性：総力戦体制のメディア学』岩波書店

  - 自然科学部門
    - 松田洋一 『性の進化史：いまヒトの染色体で何が起きているのか 』新潮社〈新潮選書〉

  - 企画部門
    - 内田泉之助他編 『新釈漢文大系』（全120巻別巻1　完結）明治書院

  - 特別賞
    - 松村圭一郎 『うしろめたさの人類学 』ミシマ社

- 第73回（2019年）[2]
  - 文学・芸術部門
    - 川上未映子 『夏物語』文藝春秋

  - 人文・社会部門
    - 関根清三 『内村鑑三：その聖書読解と危機の時代』筑摩書房〈筑摩選書〉

  - 自然科学部門
    - 該当なし

  - 企画部門
    - 國分功一郎 『中動態の世界：意志と責任の考古学』医学書院〈シリーズケアをひらく〉

  - 特別賞
    - ブレイディみかこ 『ぼくはイエローでホワイトで、ちょっとブルー』新潮社
    - 池内了 『科学者は、なぜ軍事研究に手を染めてはいけないか』みすず書房

- 第74回（2020年）
  - 文学・芸術部門
    - 藤井貞和『〈うた〉起源考』青土社

  - 人文・社会部門
    - 苅谷剛彦『追いついた近代　消えた近代：戦後日本の自己像と教育』岩波書店

  - 自然科学部門
    - 大熊孝『洪水と水害をとらえなおす：自然観の転換と川との共生』農文協プロダクション

  - 企画部門
    - 池澤夏樹『個人編集　日本文学全集』（全30巻）河出書房新社

  - 特別賞
    - 近藤譲『ものがたり西洋音楽史』岩波書店〈岩波ジュニア新書〉
    - 徳丸吉彦『ものがたり日本音楽史』岩波書店〈岩波ジュニア新書〉

- 第75回（2021年）[3]
  - 文学・芸術部門
    - 河尻亨一 『TIMELESS：石岡瑛子とその時代』朝日新聞出版

  - 人文・社会部門
    - 益田肇 『人びとのなかの冷戦世界：想像が現実となるとき』岩波書店

  - 自然科学部門
    - 田中久美子 『言語とフラクタル：使用の集積の中にある偶然と必然』東京大学出版会

  - 企画部門
    - 松岡和子訳 『シェイクスピア全集』（全33巻）筑摩書房〈ちくま文庫〉

  - 特別賞
    - 工藤正広 『チェーホフの山』未知谷

- 第76回（2022年）
  - 文学・芸術部門
    - 岡崎乾二郎『感覚のエデン』（岡崎乾二郎批評選集・1巻）亜紀書房

  - 人文・社会部門
    - 瀧井一博『大久保利通：「知」を結ぶ指導者』新潮社〈新潮選書〉

  - 自然科学部門
    - 古川安『津田梅子：科学への道、大学の夢』東京大学出版会

  - 企画部門
    - 岸政彦編『東京の生活史』筑摩書房

- 第77回（2023年）
  - 文学・芸術部門
    - 多和田葉子『太陽諸島』講談社

  - 人文・社会部門
    - 大森淳郎・NHK放送文化研究所『ラジオと戦争：放送人たちの「報国」』NHK出版

  - 自然科学部門
    - 桜井芳雄『まちがえる脳』岩波書店〈岩波新書〉

  - 企画部門
    - 古川隆久・茶谷誠一・冨永望・瀬畑源・河西秀哉・舟橋正真編『昭和天皇拝謁記：初代宮内庁長官田島道治の記録』（全7巻）岩波書店

  - 特別賞
    - 阿部卓也『杉浦康平と写植の時代：光学技術と日本語のデザイン』慶應義塾大学出版会

- 第78回（2024年）
  - 文学・芸術部門
    - 小林エリカ『女の子たち風船爆弾をつくる』文芸春秋

  - 人文・社会部門
    - 寺澤行忠『西行：歌と旅と人生』新潮選書

  - 自然科学部門
    - 佐藤文隆『量子力学の100年』青土社

  - 企画部門
    - 山根貞男『日本映画時評集成』（全4巻）国書刊行会

  - 特別賞
    - 安田浩一『地震と虐殺：1923 - 2024』中央公論新社

## 選考委員
- 第67回（2013年） - 五百旗頭真、白石太一郎、辻井喬、橋爪大三郎、林真理子、松浦寿輝、松本健一、御厨貴、村上陽一郎、養老孟司、伊藤芳明（毎日新聞社主筆）　≪書評賞選考委員≫池澤夏樹、髙樹のぶ子、松原隆一郎
- 第73回（2019年） - 鷲田清一、角田光代、佐伯一麦、瀧浪貞子、武田徹、中西寛、西垣通、沼野充義、小松浩（毎日新聞社主筆）